# Постоянный представитель США при ООН
Постоянный представитель США при ООН — должность главы миссии США при ООН. Другое название — посол США при ООН. Дипломатический ранг — «Чрезвычайный и Полномочный посол».
Посол представляет США на заседаниях Совета Безопасности ООН и, как правило, на пленарных заседаниях Генеральной Ассамблеи ООН (за исключением тех случаев, когда на заседании присутствует Государственный секретарь или Президент США).
Как и других послов США, посла при ООН назначает Президент США с последующим утверждением Сенатом США. Пост Постоянного представителя США при ООН занимали многие известные американские дипломаты и политики (в частности, такие как Эдлай Стивенсон, Дж. Буш (старший) и Мадлен Олбрайт).